# Amélie Tottie
Amélie Louise Augusta Tottie, född Ahlberg 29 juni 1830 i Klara församling, Stockholm, död 14 april 1906 i Hedvig Eleonora församling, Stockholm, var en svensk tecknare. 
Hon var dotter till kunglig livmedikus Johan Daniel Ahlberg och Louise Henriette Moll samt syster till Pauline Ahlberg. Hon var vidare från 1854 gift med den svensk-norska generalkonsuln i London Henry Rumsey Tottie och mor till Charles och Henry William Tottie. Som tecknare var hon representerad i Föreningen Svenska Konstnärinnors utställning på Konstakademien i Stockholm 1911 samt i några brittiska samlingsutställningar.